# 시토라 파르모노바
시토라 파르모노바(우즈베크어: Sitora Farmonova, Ситора Фармонова, 1984년 8월 20일 ~ )는 우즈베키스탄의 배우, 가수이다.